# ロシア外務省

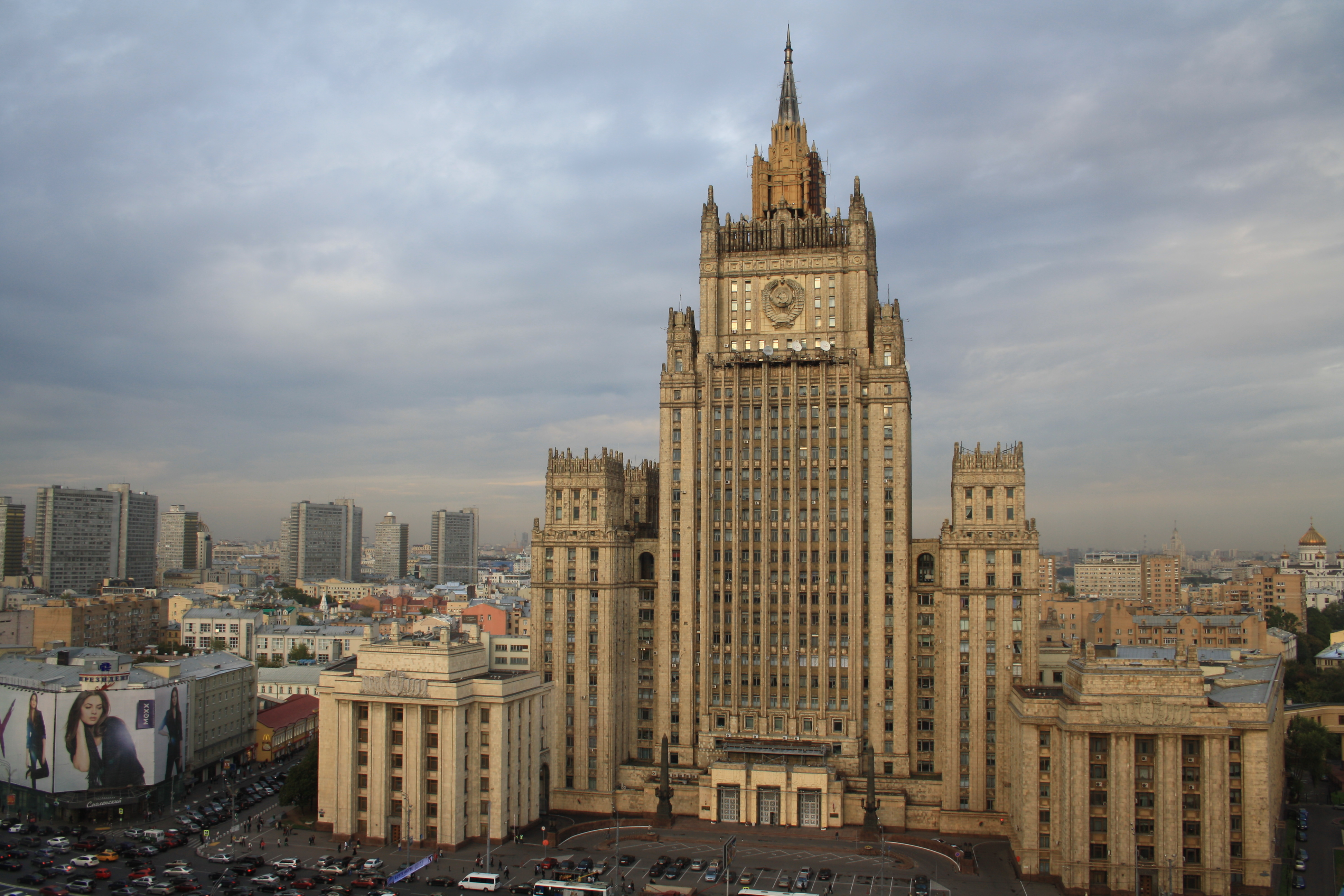
ロシア外務省　スターリン様式の建物

ロシア外務省（ロシアがいむしょう、ロシア語: Министерство иностранных дел России、略称：МИД、MID、英語: Ministry of Foreign Affairs of the Russian Federation）は、ロシア連邦における外交事務を担当する中央省庁のひとつである。

## 機構

### 指導部
外務大臣
- 外務大臣官房部
- 第一外務次官
- 外務秘書官
- 外務次官×6人

### 領域部署
- CIS諸国第2部 - ベラルーシ、モルドバ、ウクライナ
- CIS諸国第3部 - 中央アジア諸国
- CIS諸国第4部 - コーカサス諸国
- 第1欧州部
- 第2欧州部
- 第3欧州部
- 北アメリカ部
- ラテンアメリカ部 - 南アメリカ諸国
- 中東・北アフリカ部
- アフリカ部
- ASEAN諸国・アジア全般部 - 東南アジア、オセアニア
- アジア第1部 - 東アジア
- アジア第2部 - 南アジア

### 機能部署
- CIS諸国第1部 - CIS全般
- 連邦主体・議会・社会政治組織関係部
- 欧州全般協力部
- 国際組織部
- 対外政策計画部
- 安全保障・軍縮問題部
- 新課題・脅威問題部
- 人道協力・人権部
- 情報・出版部
- 経済協力部
- 法務部
- 人事部
- 領事部
- 国家儀典部
- 保安部
- 歴史文書部
- 在外同胞業務部
- 総務部
- 外貨・金融部
- 在外資本建設・所有部

### 附属機関
- ロシア国際科学・文化協力センター

## 歴代外務大臣
モスクワ大公国、ロシア帝国（含臨時政府）、ソビエト連邦の歴代外相、外務人民委員等については、外務大臣 (ロシア)を参照
| 代 | 肖像 | 氏名                   | 内閣 | 在任期間                      | 備考                                                                           |
| -- | ---- | ---------------------- | --- | ----------------------------- | ------------------------------------------------------------------------------ |
| 1  |      | アンドレイ・コズイレフ | ボリス・エリツィン内閣、 エゴール・ガイダル内閣（ガイダルは首相代行）、 ヴィクトル・チェルノムイルジン内閣                                                      | 1990年10月11日 - 1996年1月5日 |                                                                                |
| 2  |      | エフゲニー・プリマコフ | ヴィクトル・チェルノムイルジン内閣、 セルゲイ・キリエンコ内閣                                                                                                   | 1996年1月10日 - 1998年9月11日 | ロシア連邦保安庁長官。後、首相。                                               |
| 3  |      | イーゴリ・イワノフ     | エフゲニー・プリマコフ内閣、 セルゲイ・ステパーシン内閣、 第1次ウラジーミル・プーチン内閣、 ミハイル・カシヤノフ内閣                                            | 1998年9月11日 - 2004年3月9日  | 駐スペイン大使、外務次官、外務第一次官を歴任。後にロシア連邦安全保障会議書記。 |
| 4  |      | セルゲイ・ラブロフ     | 第1次ミハイル・フラトコフ内閣、 第2次ミハイル・フラトコフ内閣、 ヴィクトル・ズプコフ内閣、 第2次ウラジーミル・プーチン内閣、 ドミートリー・メドヴェージェフ内閣 | 2004年3月9日 -                | 外務次官、国連大使。                                                           |

## 建築
ロシア連邦外務省本館ビルは、いわゆるスターリン・ゴシック様式の摩天楼である。モスクワのセブン・シスターズのひとつである。旧ソ連時代の1948年から1953年にソビエト連邦外務省本館として建設された。27階建て。外務省ビルはモスクワのスモレンスカヤ広場に面して佇立し、左右にホテル・ベルグラードと黄金の輪ホテル（ゴールデンリングホテル、ホテル・ザラトエ・コリンツォー）が並び、高層建築のアンサンブルを形成している。
外務省のマスタープランには、当初、尖塔は無かったが、スターリンの指摘によって書き加えられたエピソードが残っている。

### 関連する建築
- 全ロシア展示センター
- モスクワの八姉妹　Eighth Sister (Moscow)
- ホテル・レニングラード
- ホテル・ウクライナ
- ロシア運輸省　Soviet Ministry of Heavy Industry
- モスクワ大学
- ソビエト大宮殿（ソビエト宮殿）
- ラトヴィア科学アカデミー　Latvian Academy of Sciences
- モスクワの七姉妹（セブン・シスターズ）　Seven Sisters (Moscow)
- トライアンフ・パレス（凱旋宮殿の意）
- 文化科学宮殿